# Pustertaler
La Pustertal ou Pustertaler Schecken, ou encore Pustertaler Sprinzen, est une race  bovine originaire du Pustertal et de l'Eisacktal (et des vallées avoisinantes) dans le Tyrol du Sud et le Tyrol oriental. C'est avant tout une race bouchère.

## Origine
Elle appartient au rameau pie rouge des montagnes. Cette race est issue de croisements de vaches locales, dont la Pinzgauer, avec la vache d'Hérens (originaire de Suisse) dans la seconde moitié du  XIXe siècle . Elle provient du Trentin-Haut-Adige, région autrichienne avant 1919. Elle est surtout destinée alors au marché de Vienne (autant pour ses qualités bouchères que pour son lait), et son herd-book est ouvert en 1900 ; mais au fil des ans certains troupeaux sont croisés avec des vaches de Carinthie, ce qui en altère les caractères. La disparition de l'Empire austro-hongrois ferme ses débouchés. Les effectifs ont fondu depuis la Seconde Guerre mondiale par son remplacement par des pinzgauer ou brune italienne et elle a été inscrite en 1985 sur le registre pour la sauvegarde des races minoritaires.  Elle a failli s'éteindre dans les années 1970 et fait désormais l'objet de protection en Autriche et en Allemagne où des éleveurs la remettent à l'honneur. On en trouve aussi en Afrique du Sud où elle est souvent croisée avec la race nguni. Dans la province autonome de Bolzano, qui englobe la partie du Tyrol attribuée à l'Italie après la Première Guerre mondiale, cette race quasiment disparue dans les années 1950 est suivie depuis 1985 par le ministère de l'agriculture.
Depuis, les effectifs sont passés de quelques dizaines d'individus avant 1996 à plus de 5 000 en 2014. Même fragile, cet état des lieux appelle l'optimisme puisque cet effectif permet une bonne gestion de la consanguinité.
En Piémont, se trouve la race barra, dont il ne reste que quelques rares individus. Sa robe pie avec une raie blanche sur la ligne dorsale a amené une étude sur son lien avec la pustertaler. Il s'est avéré que les deux races ont une origine commune, la barra ayant aussi reçu une influence de la piemontese. Cette race n'est toutefois pas répertoriée officiellement et pourrait disparaitre avant de l'être.
Cette race est issue de croisements de vaches locales, dont la Pinzgauer, avec la vache d'Hérens (originaire de Suisse) dans la seconde moitié du XIXe siècle.

## Morphologie
Elle porte une robe pie rouge ou bleu-gris. La tête, la ligne dorsale, la queue et le ventre sont généralement blancs. Seuls les flancs portent des taches plus ou moins importantes. Le mufle est noir et les cornes sont courtes. 
C'est une race de taille moyenne. La vache mesure 130 cm pour un poids de 650 kg et le taureau 140 cm pour 900 kg.

## Aptitudes
C'est une race classée mixte. Elle donne entre 8 et 12 kg de lait quotidiennement. Ce lait est apte à la production de fromage de montagne et sa morphologie donne une carcasse bien proportionnée. 
C'est une race rustique qui passe l'été en alpage en plein air intégral.

## Sources